# 류보비 슈토바
류보비 안드레예브나 슈토바(러시아어: Любо́вь Андре́евна Шу́това, 1983년 6월 25일~)는 러시아의 펜싱 선수로 주 종목은 에페이다. 2012년 하계 올림픽의 여자 에페 개인전과 단체전에 출전하였다. 그러나, 개인전에서 그녀는 32강에서 나중에 이 토너먼트를 우승한 우크라이나의 야나 셰먀키나에게 12-15로 패하며 탈락하였다.